# Dorothy
Dorothy – amerykański zespół rockowy, który powstał w roku 2014 w Los Angeles i stylem muzyki nawiązuje do korzeni rocka.
Liderką grupy, muzykiem, główną wokalistką i autorką tekstów jest Dorothy Martin. Martin jest też modelką, blogerką i aktorką (współpracowała m.in. z Jennifer Lopez, 3 Doors Down, Simple Plan i Robem Thomasem).

## Członkowie
- Dorothy Martin – wokal
- Mark Jackson – gitara elektryczna
- Gregg Cash – gitara basowa
- Zac Morris – perkusja

## Dyskografia
1. Dorothy (EP) – 2015
2. Rockisdead (ROCKISDEAD) – 2016
3. 28 Days In The Valley – 2018